# Kennedy et moi
Kennedy et moi è un film del 1999 diretto da Sam Karmann.